# Giosuè Sangiovanni
Giosuè Sangiovanni (Laurino, 15 gennaio 1775 – Pozzuoli, 17 maggio 1849) è stato uno zoologo italiano.

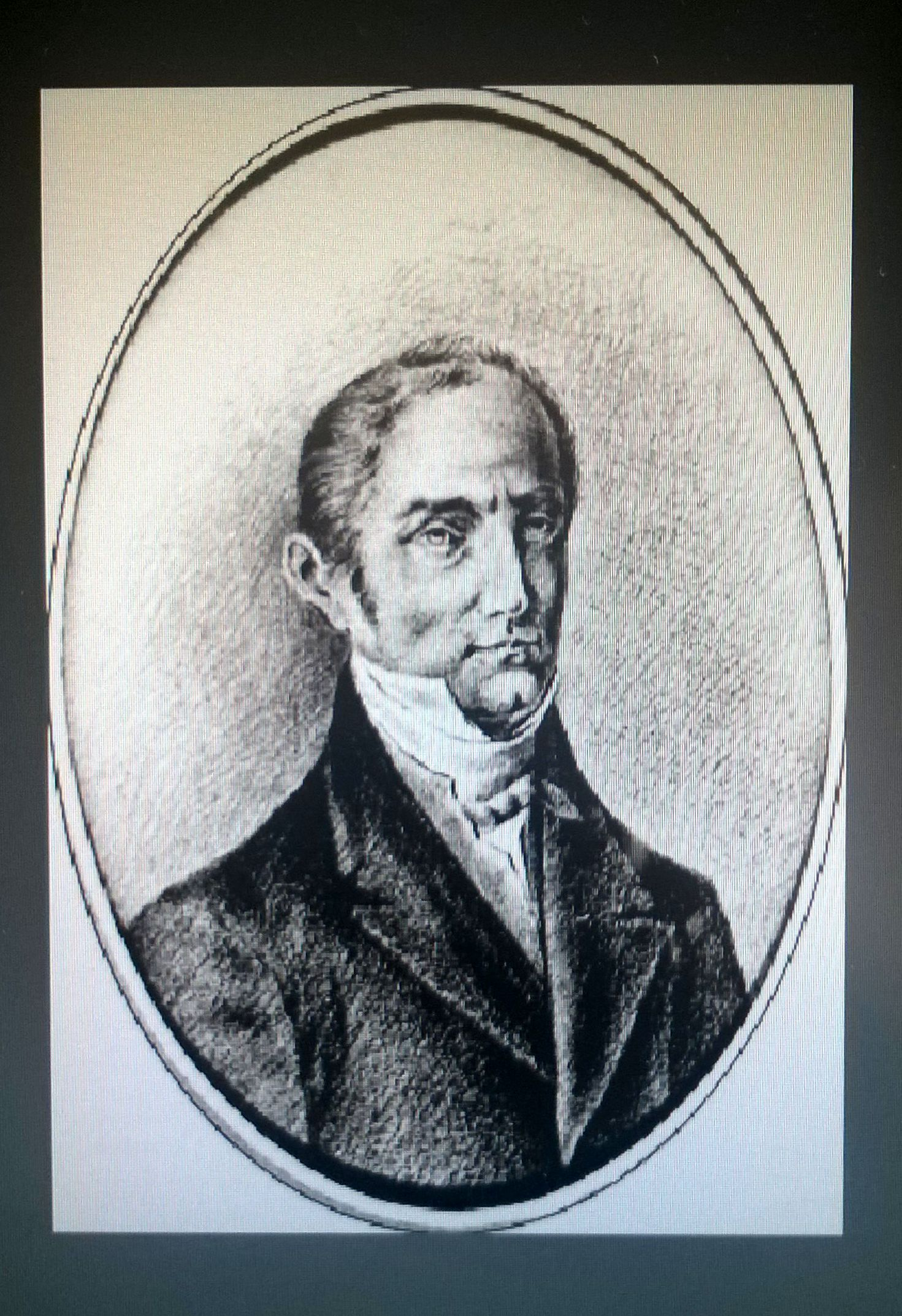
Giosuè Sangiovanni

Fu in assoluto il primo professore di anatomia comparata.
Patriota partecipa alla Repubblica Partenopea nel 1799, nel 1821 e 1848 è deputato nel Parlamento Napoletano.

## Biografia
Segue all Università di Napoli i corsi di medicina, matematica, geometria e 'fisica particolare' (anatomia)
Nel 1799 allo scoppio della Rivoluzione Napoletana  presta servizio dell’esercito della Repubblica Partenopea in qualità di medico. partecipa alla difesa del Forte di Vigliena espugnato il 13 giugno ’99 dalle truppe Sanfediste del Cardinale Ruffo; incarcerato per un anno al palazzo dei Grani viene odd costretto all’esilio si dirige in Francia.
A Parigi riprese gli studi scientifici seguendo i corsi di medicina,  chimica, astronomia e mineralogia.
Espulso dalla Francia nel 1801 in quanto sospettato di simpatie verso gli attentatori a Napoleone Bonaparte visto come nemico degli ideali giacobini ; torna a Napoli e di qui col falso nome di Josè de Saint – Jean torna a Parigi.
Rientrato a Parigi intreccia rapporti fondamentali di studio e di amicizia con Jean-Baptiste Lamarck  e George Cuvier, ottiene la Legion d' Onore e nel 1806 rientra nel nòvero dei napoletani invitati da Giuseppe Bonaparte  a rientrare nel Regno, impone la nascita della Cattedra di Anatomia Comparata che secondo le linee scientifiche di Cuvier, non poteva che essere la strategia per l avanzamento delle scienze naturali, il che lo pone primo tra gli evoluzionisti italiani.
Nel 1808 torna a Napoli e inizia i corsi di Anatomia Comparata.
Per un colpo apoplettico costretto a abbandonare l’attività accademica, si trasferisce ad Ischia dove svolge ricerche sulla rigenerazione degli invertebrati nonché tra l'altro sui siti termali del Regno e sui cefalopodi.
Riprende l’attività politica durante i moti del 1820, Ferdinando I di Borbone è costretto a concedere la Costituzione e Sangiovanni viene eletto nel nuovo Parlamento Napoletano. Dopo la Reazione e l’abolizione della Costituzione supera indenne le indagini e gli esami sul ruolo da Deputato, ma la sua Cattedra è abolita ed è nominato professore di Zoologia Descrittiva e Direttore del Museo Zoologico di Napoli che istituisce , pianifica e rilancia, attività di organizzazione, ricerca e magistero per anni.
Nel 1848 scoppia la rivolta nel Cilento, Laurino è raggiunta dalla colonna comandata da Ernesto del Mercato , tutto il Regno si rivolta e Ferdinando II concede la Costituzione , Sangiovanni a 74 anni  è eletto nel nuovo Parlamento.
Affetto da un tumore allo stomaco muore a Pozzuoli.